# Viviana Schiavi

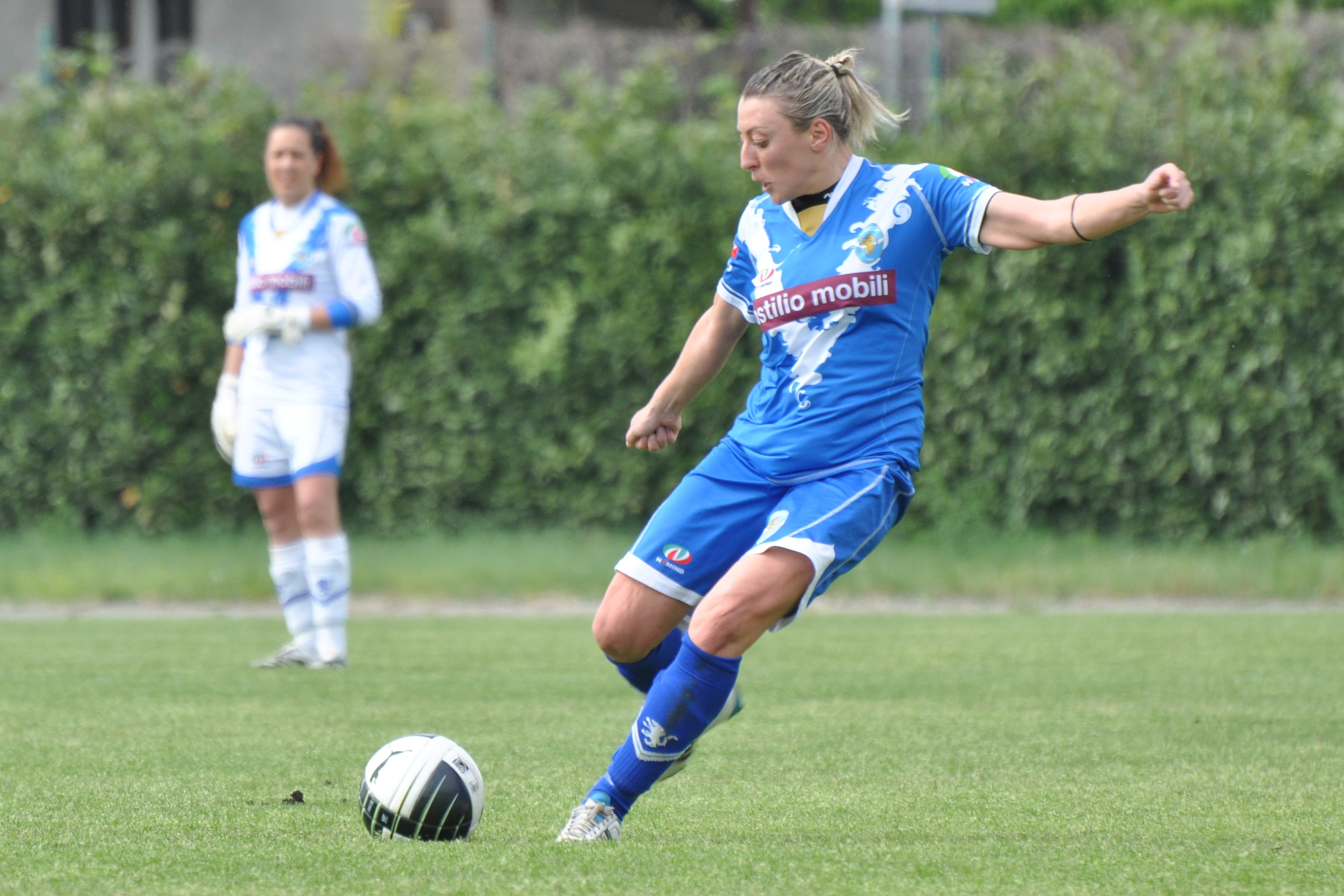
Viviana Schiavi

Viviana Schiavi (* 1. September 1982 in Mailand) ist eine ehemalige italienische Fußballspielerin und aktuelle ‑trainerin, die unter anderem als Verteidigerin bei der ASD CF Bardolino spielte.

## Nationalmannschaft
In der italienischen Nationalmannschaft hatte sie am 1. Mai 2001 ihren Einstand beim Spiel gegen Belgien. Bei der Fußball-Europameisterschaft der Frauen 2009 in Finnland erreichte sie das Viertelfinale.